# Diocesi di Arbe
La diocesi di Arbe (in latino Dioecesis Arbensis) è una sede soppressa, e sede titolare della Chiesa cattolica con il nome di Arba.

## Territorio
La diocesi comprendeva l'omonima isola e la parte settentrionale dell'isola di Pago in Dalmazia (attuale Croazia).
Sede vescovile era la città di Arbe, dove fungeva da cattedrale la chiesa dell'Assunzione di Maria Vergine. Una bolla di papa Sisto IV del 1472 definì in 12 il numero dei dignitari che costituivano il capitolo della cattedrale.

## Storia
La diocesi fu eretta in epoca antica. Il primo vescovo noto è Tiziano (o Tizio), che nel 530 o 532 assistette al concilio provinciale di Salona. Originariamente era suffraganea dell'arcidiocesi di Salona, poi arcidiocesi di Spalato (oggi arcidiocesi di Spalato-Macarsca).
Dopo il vescovo Orso, che partecipò al concilio di Nicea del 787, non si hanno più notizie della diocesi e dei suoi vescovi, fino a Pietro I (986) e Magio (1018), che accolsero i veneziani, in lotta contro i Croati per la conquista delle isole dalmate, e si misero sotto la loro protezione. La situazione politica tuttavia era incerta: nel 1062 il vescovo Dragone ottenne dal re croato Pietro Cresimiro IV la conferma della fondazione dell'abbazia benedettina di San Pietro in Valle, la più importante della diocesi.
Il 17 ottobre 1154 la diocesi entrò a far parte della provincia ecclesiastica dell'arcidiocesi di Zara, nuova sede metropolitana eretta da papa Eugenio III. Nel 1177 il vescovo Andrea tenne un sinodo diocesano e due anni dopo prese parte al concilio lateranense convocato da papa Alessandro III.
Il vescovo Zodenigo Zodenighi governò la sua diocesi per 40 anni (1372-1412) e riuscì a preservarla dai danni provocati dallo scisma d'Occidente e dalla divisione della cristianità occidentale tra due papi. In questo stesso periodo le isole dalmate furono definitivamente conquistate dai Veneziani, che le mantennero fino alla fine del Settecento.
Da questo momento i vescovi furono veneziani e molti di questi erano religiosi. Tra questi si possono ricordare: Giovanni di Parenzo (1433-1440), che prese parte al concilio di Firenze (1439); Nicola da Zara (1443-1447) che ottenne da Giovanni da Capestrano la fondazione di un monastero francescano riformato ad Arbe (1445); Lionello Chiericato (1472-1484), che svolse diverse missioni diplomatiche, soprattutto in Francia, per conto dei papi Sisto IV e Innocenzo VIII; Vincenzo Nigusanti (1514-1569), che governò la diocesi per oltre 50 anni, prese parte al concilio lateranense e alle sessioni del concilio tridentino del 1562-1563.
Nello spirito della riforma tridentina, la diocesi subì due visite apostoliche, quella di Agostino Valier, vescovo di Verona, nel 1579, e quella di Ottaviano Garzadori, arcivescovo di Zara nel 1624. Il vescovo di Arbe Pietro Gaudenzi tenne nel 1645 un sinodo diocesano per riformare ulteriormente la sua diocesi.
Nel 1757 il vescovo Giovanni Luca Garagnin, nel suo rapporto durante la visita ad limina, si lamentò del fatto che la diocesi non possedesse un seminario per la formazione dei preti. Nello stesso rapporto Garagnin segnalava la povertà e la decadenza della diocesi.
L'ultimo vescovo di Arbe fu Giovanni Pietro Galzigna, che governò la diocesi dal 1795 fino alla sua morte nel 1823. La diocesi fu allora affidata in amministrazione apostolica al vescovo di Veglia,
La diocesi fu soppressa da papa Leone XII con la bolla Locum beati Petri del 30 giugno 1828 ed annessa alla vicina diocesi di Veglia. A quell'epoca l'intera Dalmazia faceva parte dell'Impero d'Austria. La bolla fu resa esecutiva a Arbe il 28 marzo 1830.
Dal 1933 Arbe è annoverata tra le sedi vescovili titolari della Chiesa cattolica con il nome di Arba; dal 21 giugno 2024 il vescovo titolare è Luis Alfonso Tut Tun, vescovo ausiliare di Antequera.

## Cronotassi

### Vescovi
- Tiziano (o Tizio) † (menzionato nel 530 o 532)
- Orso † (menzionato nel 787)
- Pietro I † (menzionato nel 986)
- Magio (Magius) † (menzionato nel 1018)
- Dragone † (menzionato nel 1062)
- Pietro II † (menzionato nel 1072)
- Gregorio † (menzionato nel 1075)
- Domano † (menzionato nel 1080 circa)
- Vitale † (menzionato nel 1086 circa)
- Pietro III † (menzionato nel 1094)
- Lupo (o Paolo) † (circa 1097 - 1110)
- Bono † (1111 - 1145)[6]
- Andrea I † (prima del 1177 - dopo il 1193)
- Prodano del Lauro † (prima del 1205 - dopo il 1212)
- Venanzio † (menzionato nel 1216)
- Andrea II † (menzionato nel 1220)
- Giovanni † (menzionato nel 1225)[7]
- Giordano † (menzionato dal 1225 al 1238)
- Paolo † (menzionato dal 1239 al 1243)
- Stefano de Dominis † (menzionato dal 1249 al 1258)
- Gregorio Ermolao † (prima del 1260 - dopo il 1289 deceduto)
- Matteo Ermolao † (circa 1291 - 1292)
- Giorgio Ermolao I † (1292 - 1313 deceduto)
- Simeone (Aimone), O.S.B. † (13 gennaio 1313 - dopo il 1317)[8]
- Francesco de Filippo † (menzionato nel 1321)
- Giorgio Ermolao II † (1329 - 1363 deceduto)
- Crisogono de Dominis † (7 giugno 1363 - 14 luglio 1372 nominato vescovo di Traù)
- Zodenigo Zodenighi † (3 novembre 1372 - 6 gennaio 1412 deceduto)
- Marino Carnota † (11 febbraio 1414 - 7 maggio 1423 nominato vescovo di Traù)
- Francesco di Biondo, O.P. † (7 maggio 1423 - 23 febbraio 1428 nominato vescovo di Capodistria)
- Angelo Cavazza † (23 febbraio 1428 - 7 gennaio 1433 nominato vescovo di Parenzo)
- Giovanni di Parenzo † (7 gennaio 1433 - 11 aprile 1440 nominato vescovo di Parenzo)
- Matteo Ermolao † (11 aprile 1440 - ? deceduto)
- Nicola da Zara, O.P. † (24 luglio 1443 - 1447 deceduto)
- Giovanni Scaffa † (18 settembre 1450 - circa 1471 deceduto)
- Leonello Chiericati † (8 gennaio 1472 - 19 gennaio 1484 nominato vescovo di Traù)
- Alvise Malombra † (19 gennaio 1484 - 1514 deceduto)
- Vincenzo Nigusanti † (20 novembre 1514 - 1567 dimesso)
- Biagio Sideneo † (8 ottobre 1567[9] - 11 giugno 1583 deceduto)
- Andrea Cernota, O.F.M.Obs. † (8 agosto 1583 - 1588 deceduto)
- Pasquale da Padova, O.S.B.Cam. † (19 settembre 1588 - 1621 deceduto)
- Teodoro Giorgi, O.S.B. † (21 ottobre 1621 - 1635 deceduto)
- Pietro Gaudenzi † (3 marzo 1636 - 1664 deceduto)
- Domno Gaudenzi † (9 giugno 1664 - giugno 1695 deceduto)
- Ottavio Spader, O.F.M.Obs. † (28 novembre 1695 - 19 dicembre 1698 nominato vescovo di Assisi)
- Antonio Rosignoli † (30 marzo 1700 - 27 novembre 1713 nominato vescovo di Nona)
- Vincenzo Lessio † (11 dicembre 1713 - 2 ottobre 1719 nominato vescovo di Veglia)
- Doimo Zeni † (6 maggio 1720 - marzo 1728 deceduto)
- Andrea Carlovich † (15 dicembre 1728 - 12 gennaio 1738 deceduto)
- Pacifico Bizza † (24 novembre 1738 - 17 gennaio 1746 nominato arcivescovo di Spalato)
- Giovanni Calebotta † (14 giugno 1746 - 16 febbraio 1756 nominato vescovo di Sebenico)
- Giovanni Luca Garagnin † (24 maggio 1756 - 5 giugno 1765 nominato arcivescovo di Spalato)
- Giovanni Battista Jurileo † (9 dicembre 1765 - 29 luglio 1771 nominato vescovo di Nona)
- Giovanni Maria Antonio dall'Ostia † (16 dicembre 1771 - 26 ottobre 1794 deceduto)
- Giovanni Pietro Galzigna † (1º giugno 1795 - 26 dicembre 1823 deceduto)
  - Sede vacante (1823-1828)

### Vescovi titolari
- Paul Leonard Hagarty, O.S.B. † (25 giugno 1950 - 5 luglio 1960 nominato vescovo di Nassau)
- Edward Ernest Swanstrom † (14 settembre 1960 - 10 agosto 1985 deceduto)
- Patricio Maqui Lopez † (16 ottobre 1985 - 20 febbraio 1991 deceduto)
- Jan Paweł Lenga, M.I.C. (13 aprile 1991 - 7 luglio 1999 nominato vescovo di Karaganda)
- Cyryl Klimowicz (13 ottobre 1999 - 17 aprile 2003 nominato vescovo di San Giuseppe a Irkutsk)
- Zacharias Cenita Jimenez † (11 giugno 2003 - 19 aprile 2018 deceduto)
- Júlio César Souza de Jesus (11 luglio 2018 - 7 giugno 2024 nominato vescovo di Floriano)
- Luis Alfonso Tut Tun, dal 21 giugno 2024